# مضيق صقلية
37°12′N 11°12′E / 37.20°N 11.20°E

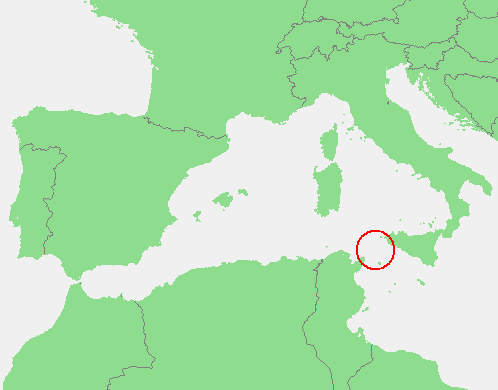
موقع مضيق صقلية

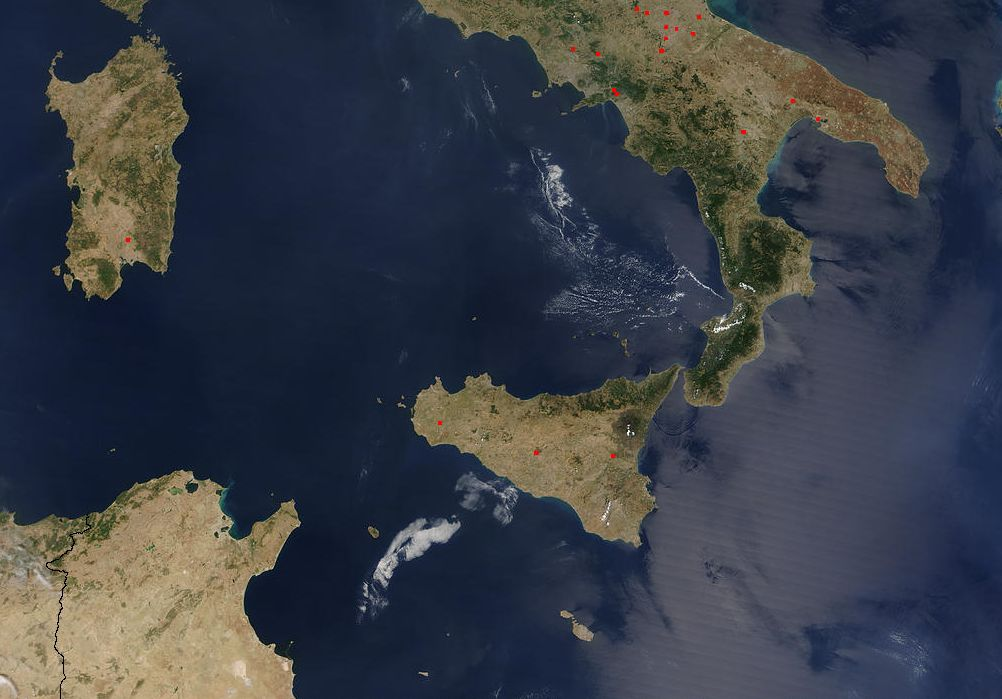
صورة فضائية لمضيق صقلية

مضيق صِقِلّيَة أو مضيق الوَطَن القِبْلِي أو مضيق قِلِيبِيَة (من قليبية، وهي مدينة تونسية بالوطن القبلي) (بالإنجليزية: Strait of Sicily، بالفرنسية: Canal de Sicile أو Canal du cap Bon أو Canal de Kélibia) مضيق يقع في البحر الأبيض المتوسط بين شبه جزيرة الوطن القبلي (تونس) وجزيرة صقلية (إيطاليا). يبلغ عرضه 145 كم في أضيق جزء منه بين مدينتي مازر بصقلية (إيطاليا) والهوارية بالوطن القبلي (تونس).